# Сражение у горы Юрактау
Сраже́ние у горы́ Юракта́у (баш. Йөрәктау тауындағы алыш; каз. Жүректау тауындағы шайқас; Декабрь 1707 года) — десятидневное сражение башкир при поддержке Казахского ханства против правительственных войск Русского царства у горы Юрактау. Одно из крупнейших сражений Башкирского восстания 1704—1711 гг.

## Силы сторон
Численность войск восставших насчитывала 8 тысяч человек, силы правительственных войск — 1,3 тысяч человек при 6 орудиях.

## Ход сражения
В начале декабря 1707 году восставшие башкиры под общим командованием Кусюма Тюлекеева, Алдара Исекеева и приглашенных им Мурата Кучукова, казахского хана Джангира и казахского султана Абулхаира у горы Юрактау близ современного Стерлитамака разгромили большой полк воеводы Петра Хохлова, посланный из Казани. За большим полком Петра Хохлова, присланным из Казани, последовали полки дворян Сидора Аристова и Ивана Риддера, которые также были разгромлены.
Бои шли около десяти дней и закончились победой восставших. Пётр Хохлов бежал в Табынск.
В результате этой победы восстание быстро распространилось по всему Уфимскому уезду, а в феврале 1708 года восставшие прорвали Закамскую линию крепостей и подошли к Казани.

## Потери
Правительственные войска потеряли 1 тысячу человек убитыми и пленными, 5 орудий.